# クラブ (グラディウス)
クラブ(CRAB)とは、コナミのシューティングゲーム『グラディウスシリーズ』シリーズに登場する架空の兵器。
バクテリアン軍の要塞防衛システムの一つで、要塞最深部前に鎮座する大型多脚ロボットである。
当項目ではクラブの他、類似する障害物型兵器と、脚が付属するロボットタイプのボスキャラクターも併せて記述する。

## 概要
初出はAC版『グラディウスII』。ステージ8のゴーファーの要塞最深部に配備されており、中間要塞を撃破して地形が迫り出すエリアを過ぎると、後方（画面左）から登場する。
外見は名称にある通り、カニをモチーフとしており、ピンク色の機体をしている。本体は、お椀型の装甲が上下対称にあり、その間にはコアのようなピンク色の球体が3つとその他メカが見える。お椀型装甲には脚が付いていて、上下3本ずつ計6本。脚はそれぞれが天井または床にまで伸びており、ビックバイパーの行く手を阻む。画面端に到達すると本体部分が左右に微妙に動く。
プレイヤーは脚と脚の間でビックバイパーを潰されないように操作する必要があるが、さらにそこへダッカーも随伴してくる。こちらはクラブの脚に当たってもすり抜けてくるため、非常に神経を使う。AC版では障害物扱いで破壊不可能。ゴーファーがいる細胞地帯を目前にすると引き返して行く。
FC版『グラディウスII』ではステージ6のボスになっており、デザイン（特に脚）がシンプルになっている。本体にはコアが1個付いていて、これを攻撃することで破壊可能である。
『グラディウス外伝』ステージ2では、地形として前半部に1機、後半の上部・下部の両ルート双方に1機ずつ、計3機の残骸が見受けられる。
前身となったのは第1作『グラディウス』のステージ7終盤に登場する電磁バリア。クラブ同様破壊不可能で画面後方から登場、4本のバリアビームを発生しプレーヤーの行動範囲を狭めてくるが、クラブとは異なり浮遊物であるため画面上下でやり過ごすことが可能であった。

## 派生
障害物型兵器について記述する。
キャンサー
クラブを小さくしたもの。「ミニクラブ」とも呼称される。AC版『グラディウスIII』ステージ10の要塞内道中に登場する。足を動かしているので一見したら通り抜けられるように思われるが、当たり判定が見た目どおりではなく四角形の形になっているため、通り抜けは不可能。近辺にある小さなくぼみに潜んでやり過ごすしか方法が無い。自機の弾があたると音が鳴るが、破壊することはできない。
ディーダ
AC版『グラディウスIII』ステージ10の要塞内道中に登場する回転レーザー砲塔。全部で6基登場する。砲塔先端から、画面の上下寸法の半分を占める細長いレーザーを両側から放ち、一定周期で回転させる。回転方向はそれぞれの個体によって異なる。本体は破壊不可であり、レーザーはバリアで防ぐこともできないため、プレイヤーはレーザーを回避して通行することしか対処方法がない。
自機の弾やミサイルを撃ち過ぎると、ゲームは処理落ちを起こし、レーザーの回転周期が遅れる。そのため、新たなディーダが現れた場合、レーザーの回転周期が合わずに、通行不可能な状態になることがある。AC版およびSFC版の製作スタッフのひとりである三好威正は、処理落ちによって周期ずれを起こし、難しくなることについては、意図していなかったと後年語っている。
シャドーギア
AC版『グラディウスIII』のステージ10の細胞地帯直前に登場する。上下1本ずつ伸縮式の槍状の足が付いた本体を4機横列に連結した、8本脚のムカデのようなデザインをしている。機体は水色で、本体にコアのようなオレンジ色の球体が1つずつ付属するが、破壊はできない。2機の本体が交互に両脚を収縮させて斜めになり、片方の脚を床または天井に伸ばして全ての本体を移動し、動かした2機の本体が垂直に戻ると、収縮していた方の脚を床または天井に伸ばす。1回の移動をするごとに、1番目と3番目、2番目と4番目と、脚を動かす2機の本体が交互に変わる。この動作によって前進・後退を繰り返す。
プレイヤーは途中にある地形の窪みでやり過ごす必要がある。不完全なデバッグにより当たり判定が見た目と異なっており、脚が斜めになっていても脚先から縦方向に判定が残りながら移動するため、何もない場所でミスになることがある。一方で脚の判定が地形まで伸びきっておらず地形すれすれであれば窪みに入ることなくやり過ごすことも可能である。
『グラディウスIII&IV -復活の神話-』（PS2）や『グラディウス ポータブル』（PSP）などの移植版では、難易度を「Easy」以下にすると、見た目通りの当たり判定に変わる。また、『グラディウスIII&IV -復活の神話-』では設定によって、当たり判定の範囲を表示できる。
シャドーギアのデザインについて、製作スタッフの三好威正によると、本当はフレキシブルな関節が付いたデザインで、有機的な動きをするはずだったが、プログラマーに「期間的にムリ」と言われたため、現在の形になったことを後年明かしている。
シャドーギアMk-II
SFC版『グラディウスIII』のステージ9のボスとしてシャドーギアの代わりに登場。後方・前方の順に1機ずつ、合計2機出現する。本体部分の形状にAC版の面影を残すものの、脚に関節が付いており、4本足のクラブのようなデザインになっている。本体にある赤紫色のコアを攻撃することで破壊可能で、コアは攻撃するたびに、まばたきするように露出する。
クラブII
『グラディウスIV -復活-』に登場。見た目はグラディウスIIのクラブに似るが、より曲線的なデザインとなっている。動作はクラブ系統の中では動きも早くかなり軽快。画面端に到達すると、独特の効果音と共に、脚を伸縮させて本体を上下に激しく動かす。中盤になると上下の地形が凹凸状態に狭くなり、後半では脚で床と天井を突き刺してそれを剥がして攻撃してくる。
クラブ・ウォーロック
『ゴーファーの野望 エピソードII』に登場。脚は6本。重厚でメカニカルなデザインとなっている。MSXのハード性能を限界まで使った、大型の外見と脚の動きが特徴。
ソル
『グラディウス外伝』に登場。「ソル」の名の通り、太陽を模したような機体デザイン。球状の本体から放射状に広がった8本の脚が特徴で、脚を回転しながらプレーヤーの行く手を阻む。本体中央には眼のような部位があり、時折まばたきをしたり、黒目が伸縮する。動作については、脚は回転するが本体そのものは回転せず、動きの慣性のかかった独特のものであり、パターンが掴みづらい。クラブ系では珍しく、最後は自爆するため脚を潜れなくとも通過が可能である。
回転歯車（仮称）
『グラディウスジェネレーション』に登場。『外伝』の「ソル」に似ているが、拡大縮小するなど従来にはない行動パターンである。
エレファントギア
『グラディウスV』に出てくる「クラブ」の系列だが、12個のコアを持つためコア系ボスに含まれるとされることもある。
巨大な機体（背景）にY字型で配置された3本の2節の脚があり、それらが3つに分かれた合計9本（背景の足も含めると18本）の脚を持つ。関節にコアが1つ（1つの部位に4つ）付いており、それらを全て破壊するには絶え間ない忍耐力と集中力を必要とする。なお、時間切れになると、コアを閉じて後方（画面左）へ引き返していく。
電磁バリアー（仮称）
『グラディウス リバース』に登場。『グラディウス』に登場した電磁バリアーのリメイクに相当するが、壁は無く、六機の球体がフォーメーションを組み、互いに電撃を結ぶことにより行く手を遮る。
クラブ
『ソーラーアサルト リバイズド』のステージ6「SOLAR ASSAULT」の後半に登場。『グラディウスII』に登場するものと名は同じだが前後それぞれ3本2対の脚を持ち3本レールに伝って移動し時折素早く回転しながら本体部から青いレーザーを放ちながらの攻撃を行う。

## 近種
攻撃方法は異なるが、行動の性質や外観が類似しているキャラクターを記述する。
グレイブ
『グラディウス外伝』ステージ2上部ルートのボス。コアが付いた球体状の本体にクラブのような脚が4本付属する。4本ある脚のうち、当たり判定があるものは3本だけであり、画面奥に見えにくいもののもう1本の足（背景）がある。脚を使ってコミカルな音を鳴らしながら動き回り、コアからレーザーや誘導ミサイルを発射したり、飛び跳ねた衝撃でスクラップを降らしたりして攻撃する。機体構造から膝より下への攻撃は不可能。弱点であるコアは、レーザーおよびミサイル発射時のみ露出し、通常は機体に収納されている。2周目からは、コアに打ちこんでも、コアはガードされるうえにレーザー掃射が中断しないため、逐一回避行動を取らざるを得ない。よって1周目より長期戦となる。
グランドスパイダー
『グラディウスV』ステージ3のボス。クラブの系統だが脚は4本。弱点は中心のコア状の部分。対決場面が縦坑道のため、正面から撃つにはクラブのように脚の間に入る必要がある。最初は画面上方から現れ、移動中はコアからの破壊可能なイオンリングや大型の撃ちっぱなしレーザーで攻撃。縦坑道内には柱が点在し、撃ちっぱなしレーザーは柱の影で避けることが可能だが、柱には砲台が設置されているためプレイヤーは上下から挟撃を受ける形となる。しかもグランドスパイダー自身は柱を叩き落してくる。落とす柱がなくなると画面下部へ移動、爆風を発生するナパーム弾でプレーヤーを狙うように連発し、その後は再び画面上部に戻り最初の攻撃パターンに戻る。時間切れになると、強制スクロールが停止し、コアを閉じて画面下へ去っていく。

## パロディウスシリーズ
ちちびんたリカ
AC版『パロディウスだ!』のステージ2に登場。正式名称は「Miss神戸ちちびんたリカ」。リオのカーニバルに登場するサンバダンサーのような衣装を身に着けた、巨大なショーガール。動きはクラブそのもので、天井と床に、手と足を付けながらガニ股で左右へ移動する。画面端に到達すると腰を振ったあと、ウインクすると共にセクシーボイスを発する。クラブの脚にあたるものは両手両足の計4本であるため、難易度は本家クラブに比べると低い（シャドーギアMk.II単体とほぼ同じ）。
肌の露出度の高さから話題となり、以後パロディウスシリーズの定番キャラクターとなる。どの作品も、登場BGMは『グラディウスII』のクラブのBGM「The Final Enemy」にアレンジを加えたもので、実質専用BGMになっている。
『極上パロディウス』では、さらに巨大化した姿でステージ7に登場。最初は、上半身が天井に隠れて下半身のみ画面に現れるが、途中で床が抜けて下半身が隠れ、上半身が露になる。実質、クラブの脚にあたるものは、2本だけである。下半身のみの時は天井を、下半身のみでは床を破壊して移動する演出がなされている。なお、破壊時に落下する照明器具にも当り判定がある。
『実況おしゃべりパロディウス』ではステージ8に登場。ステージはお祭りをテーマにしているため、袖の短い法被に晒と注連縄を巻いた、和風なお祭り衣装となっている。本作では画面端に着くごとに、画面の3/4ほどの距離まで高速で往復してくるという、トリッキーな動きとなっている。また、後ろ姿で登場したり、上下逆さの状態で登場したりする。
Miss.ミシタリーナ
ファミコン版『パロディウスだ!』でちちびんたリカの代わりに登場したキャラクター。青少年の健全な育成に配慮して、アンクル・サムのような衣装を着た、露出度の低い女性に変更されている。登場BGM自体は、ちちびんたリカと同様で、『グラディウスII』のBGM「The Final Enemy」をアレンジしたものである。
アニメ『ぱにぽに#テレビアニメ』十五話で、ネタとして登場。
シャワラン・ビューティー
『パロディウスだ』のステージ10（FC版は7、SFC版は11）に登場。シャワー室をモチーフにした障害物で破壊不可能。『グラディウス』ステージ7に登場した「電磁バリアー」のパロディだが、出現および退去時にシャワーから垂れる水滴にも当たり判定が存在し、後方にも壁があるためオリジナル以上の難易度である。しかし出現した後一回でも自機を失うとその周回では二度と出てこない。
バイキングモアイ
詳細はこちらを参照。
バニーちゃん
『パロウォーズ』でひかるとあかねが大統領を務めるラブリー連邦国最強戦力のひかる専用極上ロボで、ちちびんたリカのようなポーズを採ったバニーガール姿の  ベティ・ブープのようなデザイン。
ちちびんたリカのように万歳をしたような恰好でカニの横歩きのように相手に近付き、空中と陸上全体攻撃の「バニーフラッシュ」と、陸上の敵をジャンプして踏みつける「フミツブシ」という2種類の攻撃方法を持つ。

## 他ゲーム
『サンダークロスII』
3面後半にロケットを吹かして上下移動し、自機を潰そうとする破壊不可能な大型敵が登場。扱いはクラブだが、形状はアイアンメイデンに近い。
『ゼクセクス』
7面後半に本作のクラブにあたる“カニ”が登場。オリジナルより脚数が少なく、コンパスのような二本足形状だが、代わりに脚爪が大きくなっていて、逃げ場を減らしている。コアにフリントを撃ち込めば破壊できるが、耐久力がある。計4体が出現する。